# 케리 스트러그
케리 앨리슨 스트러그(Kerri Allyson Strug, 1977년 11월 19일 ~ )는 애리조나주 투손 출신의 은퇴한 미국 체조 선수이다. 그녀는 1996년 하계 올림픽에서 미국을 대표한 종합 여자 체조 팀인 매그니피센트 세븐의 일원이었다. 스트러그는 발목 부상에도 불구하고 미국 팀의 금메달을 차지한 도마를 선보였다.